# Accordo di pace tra l'Italia e l'Egitto
L'accordo di pace tra l'Italia e l'Egitto fu un accordo di pace sottoscritto il 10 settembre 1946, a Parigi, a margine dei negoziati per i trattati di pace della seconda guerra mondiale, per la conclusione delle ostilità tra i due paesi, apertesi con l'entrata in guerra dell'Italia e la successiva invasione del territorio egiziano.

## Contesto storico

### Rapporti italo-egiziani prima del 1940

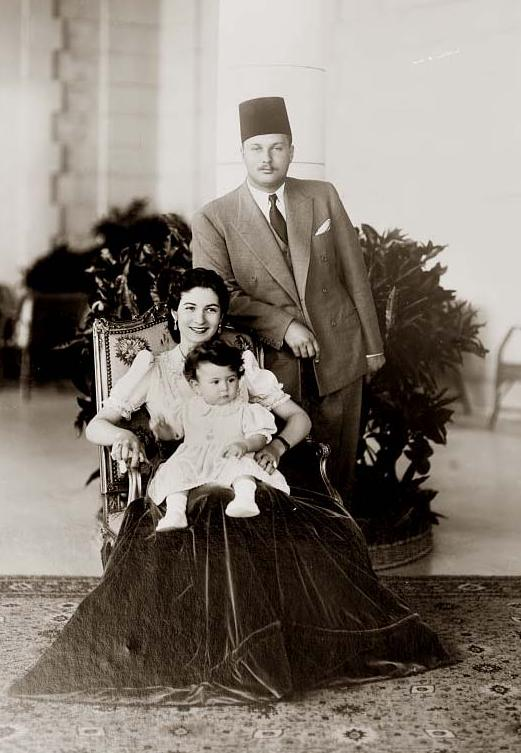
Re Fārūq I d'Egitto con la regina Farida

Nel 1922, a seguito della cessazione del protettorato britannico, l'Egitto si costituì in regno indipendente ma il controllo politico-militare della Gran Bretagna, iniziatosi nel 1882, proseguì e fu confermato con il Trattato anglo-egiziano del 26 agosto 1936.
Nel 1940, al momento della dichiarazione di guerra dell'Italia alla Gran Bretagna, in Egitto viveva una comunità di circa 50.000 italiani che beneficiava ancora dei privilegi delle "capitolazioni", cioè di particolari forme di immunità giurisdizionale e personale, accordate agli stranieri ai tempi dell'Impero ottomano e che si estendevano fino alla inviolabilità del domicilio privato e al diritto di libero stabilimento.
In base alla Convenzione di Montreux dell'8 maggio 1937, il regime capitolare si sarebbe definitivamente estinto dopo un periodo transitorio di dodici anni.

### L'entrata in guerra e la rottura delle relazioni diplomatiche
Il 10 giugno 1940, con la dichiarazione di guerra da parte dell'Italia alla Gran Bretagna, l'Egitto interruppe i rapporti diplomatici con l'Italia e fece rientrare il personale d'ambasciata via Libano e Turchia. Analogamente procedette il governo italiano, pur proclamando solennemente pieno rispetto per la sovranità e l'integrità dell'Egitto.
Contemporaneamente, il governo egiziano predispose un piano a difesa degli interessi britannici contro gli Italiani residenti in Egitto, comprendente l'internamento degli uomini dai 15 ai 65 anni e delle donne ritenute "pericolose", il licenziamento dai posti di lavoro, il divieto per gli italiani di esercitare attività economica e di effettuare transazioni commerciali, il sequestro dei beni mobili e immobili. Molti giovani preferirono rientrare in Italia dove gli uomini abili alle armi furono arruolati e avviati a combattere.
I primi campi di concentramento furono aperti a Fayed, per gli uomini e a Mansura per le donne.
Successivamente per gli anziani e gli ammalati furono aperti altri campi a Suez, a Imbaba e a Tanta. Gli internati civili italiani furono complessivamente circa ottomila; quattro caddero colpiti dalle guardie armate; altri tredici rimasero feriti e 38 perirono per cause varie.

### L'invasione italiana e lo stato di guerra

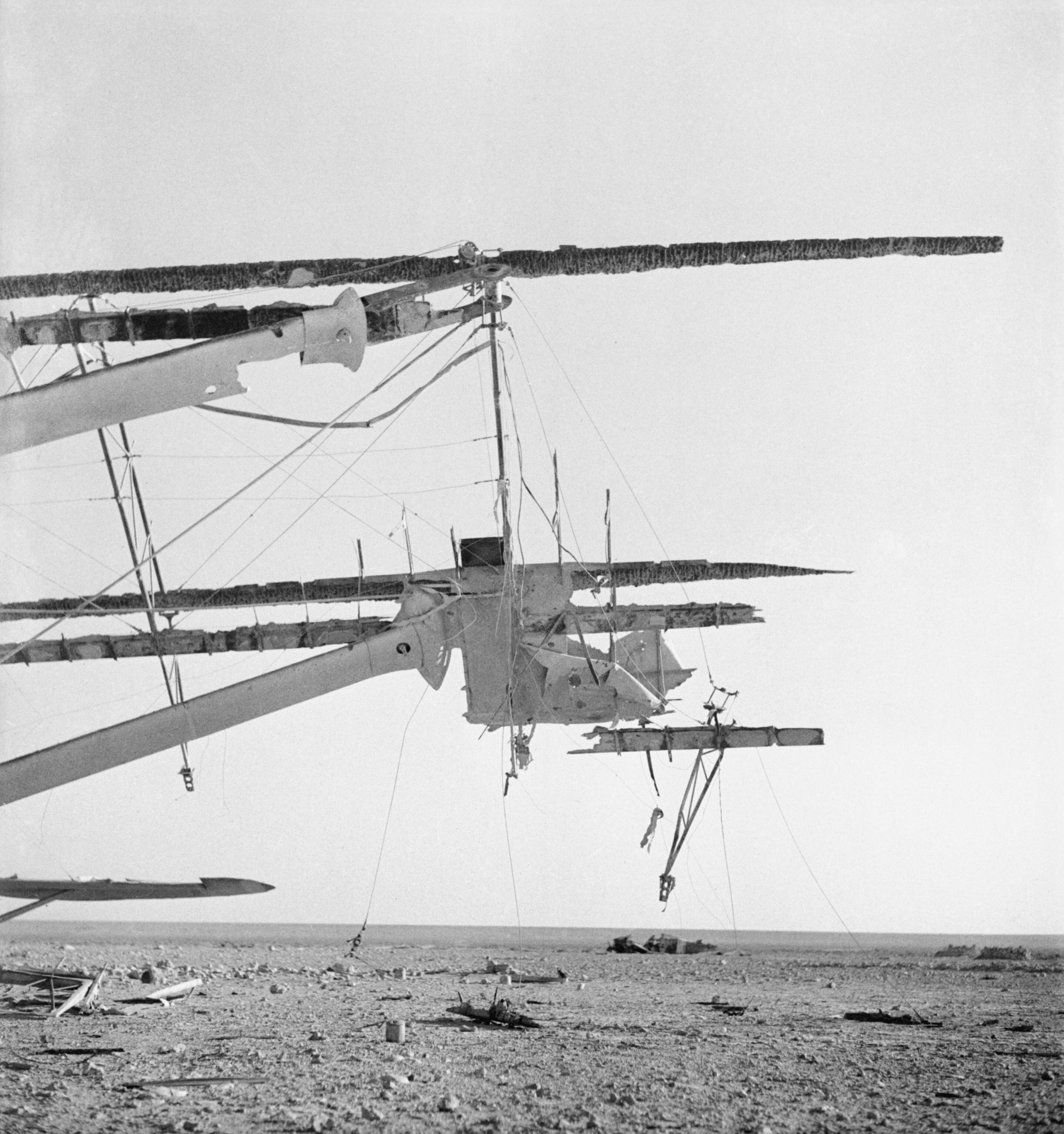
Relitto di un aereo italiano nel deserto egiziano (1941-42)

Il 13 settembre 1940, nonostante l'impegno di alcuni mesi prima, l'esercito italiano entrò in territorio egiziano dalla colonia di Libia, forte di quasi 220.000 uomini e comandato dal Maresciallo Rodolfo Graziani, con lo scopo di impadronirsi del Canale di Suez e garantirsi un collegamento più breve con l'Africa Orientale Italiana. Il territorio egiziano, ai sensi del Trattato anglo-egiziano del 1936, era difeso da poco più di 40.000 soldati inglesi, appositamente equipaggiati per la guerra nel deserto, mentre l'esercito egiziano non fu mai impiegato nelle operazioni, in quanto il governo locale non dichiarò ufficialmente guerra al Regno d'Italia.
Dopo l'iniziale occupazione italiana di Sidi el Barrani, il 9 dicembre 1940 gli inglesi avviarono una controffensiva che li condusse, nel gennaio del 1941, a occupare la Cirenaica fino a El Agheila. Mussolini fu costretto ad accettare rinforzi dall'alleato tedesco.
Il 12 febbraio 1941, a seguito delle sconfitte, il Maresciallo Graziani fu sostituito con il generale Italo Gariboldi e lo stesso giorno giunse a Tripoli il generale tedesco Erwin Rommel che ottenne di fare arretrare il fronte verso ovest fino a circa 400 chilometri da Tripoli. Due giorni dopo incominciarono a sbarcare i primi reparti del nascente Deutsches Afrikakorps.
Il comando dell'Afrikakorps fu affidato a Rommel, pur formalmente in subordine al generale italiano Gariboldi, in quanto le truppe dell'Asse erano composte in massima parte da italiani e i rifornimenti via mare erano trasportati con mercantili italiani.
Dopo aver completato lo schieramento di cinque divisioni tedesche, tuttavia, Rommel attaccò e sconfisse gli Alleati a Gazala; espugnata Tobruch, oltrepassò nuovamente la frontiera libico–egiziana, sino a giungere a El Alamein, dove venne fermato una prima volta.
In tale situazione, fu nominato comandante generale delle forze in Nordafrica, Bernard Montgomery, il quale, dopo aver sconfitto le forze italo-tedesche ad Alam Halfa e nella seconda battaglia di El Alamein, respinse le forze dell'Asse fino a liberare i territori egiziani temporaneamente occupate dall'esercito italo-tedesco e a occupare l'intera Libia.

## Firma e contenuti dell'accordo

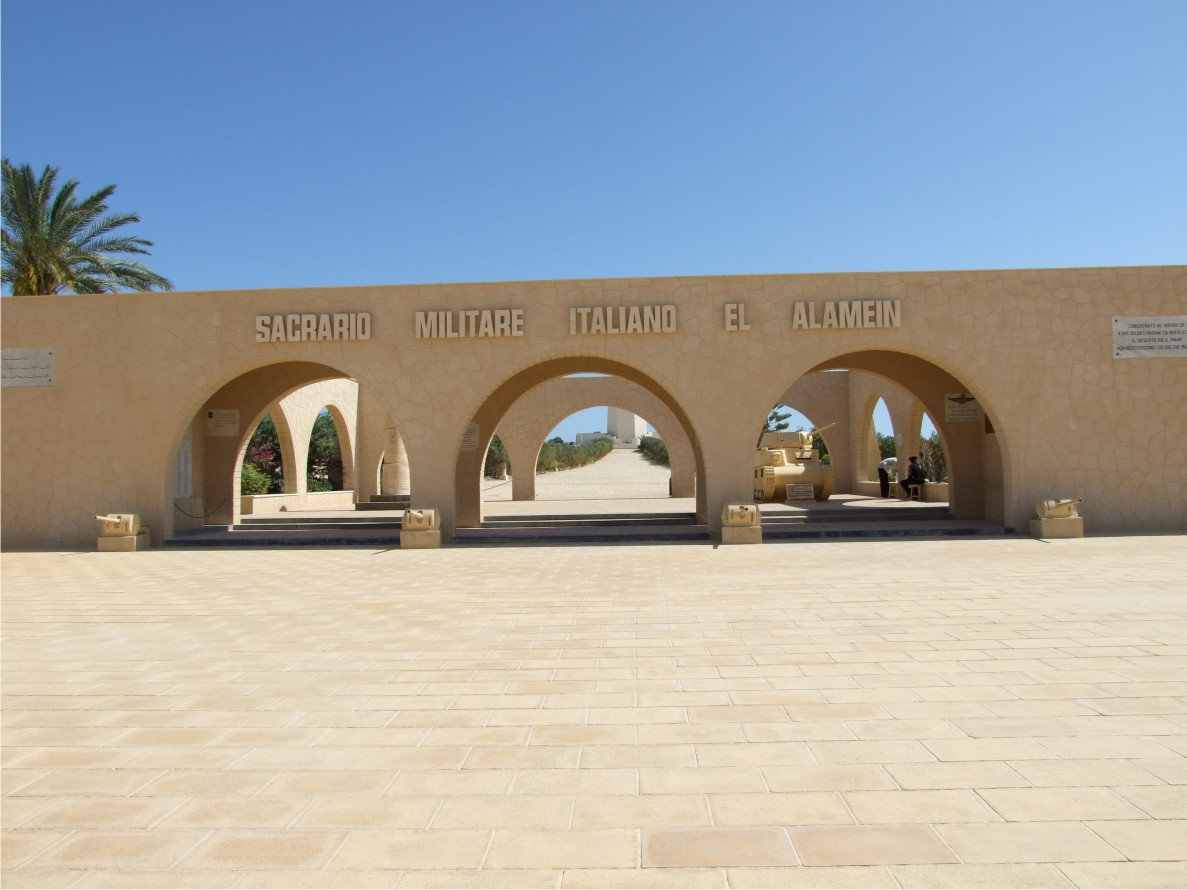
El Alamein: Ingresso del Sacrario Militare Italiano

A seguito dell'Armistizio di Cassibile del 3 settembre 1943 e del successivo "armistizio lungo" del 29 settembre successivo, l'Italia fu ammessa alla Conferenza di pace con le potenze alleate, che si svolse tra il 29 luglio e il 15 ottobre 1946. 
Tra l'Italia e l'Egitto, tuttavia, non essendo stata pronunciata alcuna formale dichiarazione di guerra, si svolsero trattative dirette che, il 10 settembre, si conclusero con la firma di un separato accordo di pace, a margine della conferenza. La firma per l'Italia fu apposta da Ivanoe Bonomi, delegato dell'Italia alla Conferenza di pace, e dal Presidente della delegazione egiziana Wayf Ghali Pacha.
Con tale accordo, l'Italia avrebbe corrisposto al Regno d'Egitto, a titolo di riparazione dell'attacco subito, la somma di 4 milioni e mezzo di sterline; l'Egitto acconsentiva alla restituzione dei beni sequestrati ai cittadini italiani.
L'accordo fu ratificato dalla Costituente il 12 maggio 1947, prima ancora della ratifica del Trattato di pace tra l'Italia e le potenze alleate, sottoscritto nel frattempo a Parigi, il 10 febbraio 1947. I dissensi di alcuni deputati riguardarono la presunta insussistenza delle ragioni giuridiche sulle quali l'Egitto fondava la propria richiesta di riparazioni.
Il Ministro degli Esteri Carlo Sforza sostenne in aula che il Trattato doveva essere considerato l'avvio di una nuova politica mediterranea ed africana dell'Italia, nella prospettiva dell'ineluttabile risveglio del mondo arabo; in tale ottica – secondo l'oratore – l'Egitto, in quanto sede della Lega araba, avrebbe rivestito un ruolo centrale e sarebbe stato un gravissimo errore, per l'Italia, ferirne l'onore.
Le relazioni diplomatiche tra i due paesi furono ristabilite il 30 giugno 1947, con la presentazione delle credenziali dell'ambasciatore italiano al Cairo nelle mani del re Fārūq; nell'autunno del 1947 anche il parlamento egiziano ratificava l'accordo, mentre nell'aprile del 1948 si perfezionò lo sblocco dei beni italiani.